# Dodecaedro
In geometria solida il dodecaedro è un poliedro con dodici facce. Generalmente con questo termine si intende però il dodecaedro regolare: nel dodecaedro regolare le facce sono pentagoni regolari che si incontrano in ogni vertice a gruppi di tre.

## Solido platonico
Il dodecaedro regolare è uno dei cinque solidi platonici. Ha quindi un grande numero di simmetrie. Ha 20 vertici e 30 spigoli. Il suo poliedro duale è l'icosaedro, anch'esso solido platonico.

## Area e volume
L'area e il volume di un dodecaedro il cui spigolo ha lunghezza {\displaystyle a} sono date rispettivamente da:
{\displaystyle A=3a^{2}{\sqrt {25+10{\sqrt {5}}}},}
{\displaystyle V={\begin{matrix}{1 \over 4}\end{matrix}}(15+7{\sqrt {5}})a^{3}.}
oppure approssimando:
{\displaystyle V=7{,}663a^{3}}

## La costruzione di Euclide

Fig. 1: costruzione di un pentagono la cui diagonale AD coincide con lo spigolo di un cubo

Fig. 2: applicazione dei dodici pentagoni sugli spigoli del cubo

Nel libro XIII dei suoi Elementi, Euclide descrive il metodo per inscrivere un dodecaedro regolare in una sfera di diametro dato. La costruzione si basa sul fatto che, scelti opportunamente 8 dei 20 vertici di un dodecaedro regolare, questi sono anche i vertici di un cubo inscritto nella stessa sfera. La costruzione di Euclide è la seguente:
Si inscriva un cubo nella sfera data e si considerino due facce adiacenti, {\displaystyle ABCD} e {\displaystyle ADEF,} di tale cubo (vedere figura 1). Siano poi {\displaystyle T,G,L,W} e {\displaystyle M} i punti medi di {\displaystyle EF,AD,BC,AB} e {\displaystyle CD} rispettivamente e siano {\displaystyle R} e {\displaystyle J} i punti medi di {\displaystyle GT} e {\displaystyle GL.} Infine, si tracci il cerchio di raggio {\displaystyle KM} e centro {\displaystyle K,} determinando così il punto {\displaystyle H.} Con raggio {\displaystyle HJ} e centro in {\displaystyle J} si determinano i punti {\displaystyle P} e {\displaystyle N} sul segmento {\displaystyle MW.} Sia poi {\displaystyle H} il più vicino a {\displaystyle G} tra i due punti di intersezione tra la circonferenza e {\displaystyle GL;} si può verificare che {\displaystyle H} divide {\displaystyle GJ} in "media ed estrema ragione", ossia è tale che il rapporto tra {\displaystyle HJ} e {\displaystyle GJ} è la sezione aurea. Infine, sia {\displaystyle S} il punto di {\displaystyle GT} tale che {\displaystyle GS=GH.}
Si tracci le semiretta uscente da {\displaystyle S} e perpendicolare alla faccia {\displaystyle ADEF} e si determini il punto della semiretta {\displaystyle X} di distanza {\displaystyle JH} ({\displaystyle =SR}) da {\displaystyle S.} Si faccia lo stesso dai punti {\displaystyle P} e {\displaystyle N} (stavolta rispetto alla faccia {\displaystyle ABCD}), determinando i punti {\displaystyle Y} e {\displaystyle Z.} I punti {\displaystyle A,D,X,Y,Z} andranno a formare i vertici di una faccia del pentagono.
A seguito delle istruzioni per la costruzione suddetta, Euclide dimostra con un lungo ragionamento che i punti {\displaystyle X,} {\displaystyle Y} e {\displaystyle Z,} assieme ai punti {\displaystyle A} e {\displaystyle D,} sono i vertici di uno dei pentagoni regolari che costituiscono il dodecaedro (i cui lati sono disegnati in rosso). Eccone alcuni accenni:
Per prima cosa occorre dimostrare che i cinque punti indicati sono complanari, cosa che si verifica facilmente guardando la proiezione laterale che compare in basso a destra nella figura 1. In tale figura sono riportati solo i punti appartenenti al piano che passa per le rette {\displaystyle TG} e {\displaystyle GL} (il punto {\displaystyle U} è il punto medio del lato {\displaystyle YZ} del pentagono). I segmenti di lunghezza {\displaystyle a} e {\displaystyle b} sono stati ottenuti come sezione aurea del segmento di lunghezza {\displaystyle a+b} (metà dello spigolo del cubo); tenendo presente la definizione classica di sezione aurea {\displaystyle a:b=b:a+b,} è immediato concludere che i triangoli {\displaystyle GSX} e {\displaystyle GJU} sono simili, quindi sono uguali fra loro gli angoli ε. Di conseguenza, i segmenti {\displaystyle XG} e {\displaystyle GU} giacciono su una stessa retta, e quindi i cinque punti del pentagono giacciono su un unico piano.
Il fatto che i cinque lati del pentagono sono uguali fra loro si può verificare applicando il teorema di Pitagora; a questo proposito, basta verificare che {\displaystyle YZ} è uguale a uno qualunque degli altri lati, che sono per forza uguali fra loro: infatti ciascuno dei lati {\displaystyle ZD,} {\displaystyle DX,} {\displaystyle XA} e {\displaystyle AY} risulta essere diagonale di un parallelepipedo i cui spigoli sono {\displaystyle a,} {\displaystyle b} e {\displaystyle a+b} (relativamente al lato {\displaystyle ZD}: gli spigoli del parallelepipedo di cui è diagonale sono {\displaystyle a=MN,} {\displaystyle b=NZ} e {\displaystyle a+b=DM}).
Occorre infine verificare che gli angoli interni del pentagono siano uguali fra loro e questo può essere dimostrato per via indiretta, sempre grazie al teorema di Pitagora. Si può verificare infatti che le distanze di ciascun vertice dal punto centrale {\displaystyle Q} della sfera (nonché del cubo e del dodecaedro) sono tutte uguali fra loro, e da questo segue che i vertici del pentagono si trovano su una circonferenza il cui centro è la proiezione del punto {\displaystyle Q} sul piano del pentagono {\displaystyle AYZBX}: quindi il pentagono stesso, avendo i lati uguali e i vertici che stanno su una circonferenza, è regolare. Ma il fatto che le distanze dei vertici del pentagono dal centro {\displaystyle Q} della sfera sono tutti uguali dimostra anche che i vertici del pentagono stanno sulla superficie della sfera in cui si deve inscrivere il dodecaedro.
A questo punto, per ottenere il dodecaedro basta ripetere la stessa costruzione per le 11 facce rimanenti, come mostrato in figura 2.

## Storia

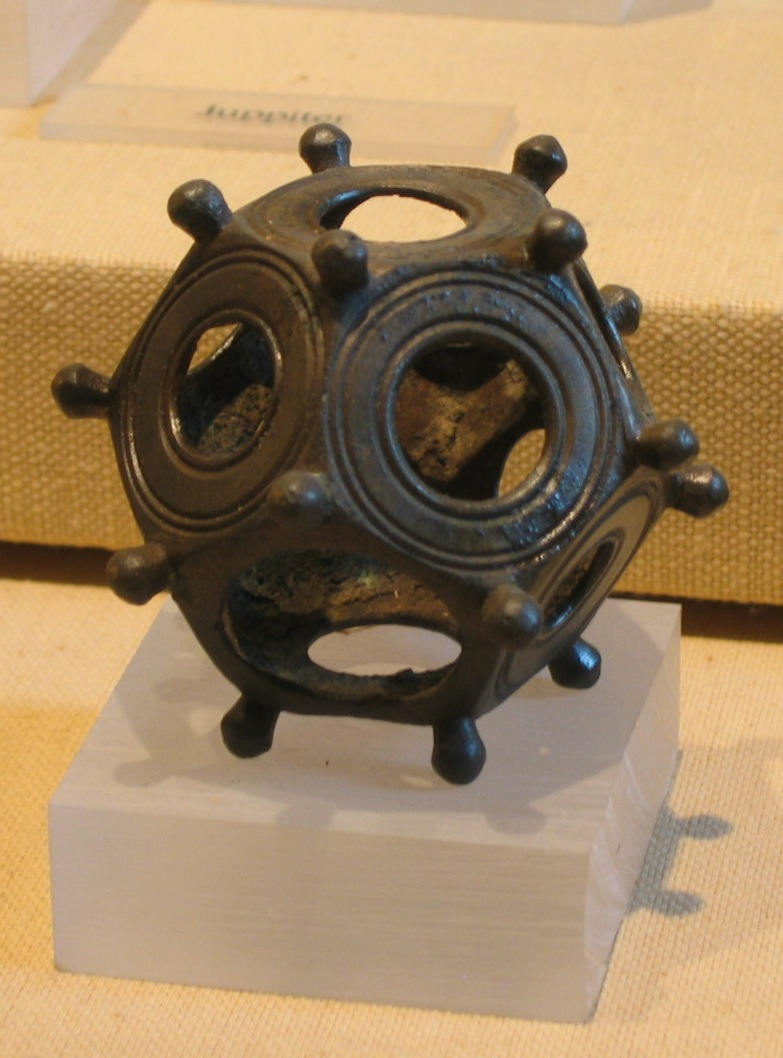
Dodecaedro romano

Come gli altri solidi platonici, il dodecaedro è stato oggetto di studio dei filosofi fin dall'antichità. Le conoscenze in merito alle proprietà e alle qualità associate a questo solido erano un segreto. Tanto che il filosofo greco di Metaponto Ippaso per il solo fatto di aver accennato alla figura venne accusato di empietà.
Altri si interessarono alla figura geometrica, tra cui personalità importanti come Pitagora e Platone. Quest'ultimo, nel Timeo, associò a ognuno dei 5 solidi platonici un elemento: dopo il fuoco, la terra, l'aria e l'acqua, al dodecaedro fu assegnata l'"etere" o "quintessenza" che componeva i corpi celesti e l'anima. Secondo il filosofo, il cosmo aveva la forma del dodecaedro.
Il cielo stellato rappresentato sulla superficie di un dodecaedro regolare è pubblicato da Richard A. Proctor nel suo
“A star atlas for the library, the school and the observatory. Showing 6,000 stars and 1,500 objects of interest, in twelve circular maps on the equidistant projection; with two coloured index plates, in their proper relative positions, including all the stars to the fifth magnitude, and the constellation figures ... London 1874”
Tali considerazioni potrebbero essere alla base della comprensione del cosiddetto dodecaedro romano, oggetto presente in diversi musei e su cui a tutt’oggi ci si interroga sulla reale funzione.

## Poliedro duale
Il poliedro duale del dodecaedro è l'icosaedro.

## Simmetrie
Il dodecaedro possiede 120 simmetrie. Il gruppo di simmetria dell'icosaedro è quindi fatto di 120 elementi: è isomorfo al prodotto {\displaystyle A_{5}\times \mathbb {Z} /2\mathbb {Z} } del gruppo alternante {\displaystyle A_{5}} di ordine {\displaystyle 5!/2=60} e del gruppo ciclico di ordine 2. Le 60 rotazioni formano il sottogruppo {\displaystyle A_{5}\times \{0\}}, isomorfo ad {\displaystyle A_{5}}.
Le 60 rotazioni sono di vario tipo:
1. Rotazione di 360/5 = 72° (cioè {\displaystyle 2\pi /5} radianti) intorno ad un asse che unisce i centri di due facce opposte;
2. Rotazione di 360/3 = 120° (cioè {\displaystyle 2\pi /3} radianti) intorno ad un asse che unisce due vertici opposti;
3. Rotazione di 360/2 = 180° (cioè {\displaystyle \pi } radianti) intorno ad un asse che unisce i punti medi di due spigoli opposti.

Oltre a queste, vi sono anche le rotazioni ottenute componendo più volte una rotazione lungo lo stesso asse: in questo modo è possibile ad esempio ottenere gli angoli 72°, 144°, 216° e 288° in una rotazione del primo tipo. Quindi vi sono {\displaystyle 6\times 4=24} rotazioni del primo tipo ({\displaystyle 4} angoli possibili per ognuna delle 6 coppie di facce opposte), {\displaystyle 2\times 10=20} rotazioni del secondo tipo ({\displaystyle 2} angoli 120° e 240° per ognuna delle 10 coppie di vertici opposti) e {\displaystyle 15} rotazioni del terzo tipo. In totale, {\displaystyle 24+20+15=59}, cui va aggiunta l'identità per ottenere un totale di {\displaystyle 60}.
L'icosaedro ha lo stesso gruppo di simmetrie. Altri solidi hanno questo gruppo di simmetria: tra questi, l'icosaedro troncato, che modellizza il pallone da calcio.

## Altre proprietà

3-colorazione (del grafo) degli spigoli di un dodecaedro.

Il grafo dei vertici e quello degli spigoli di un dodecaedro sono 3-colorabili, ma non quello delle facce, che è solo 4-colorabile.